# Sidney Wood
Sidney Burr Wood Jr. (Black Rock, 1 de Novembro de 1911 - Palm Beach, 10 de Janeiro de 2009) foi um tenista estadunidense.

## Grand Slam finais

### Simples (1-1)
| Resultado | Ano  | Campeonato | Piso  | Oponente       | Placar        |
| --------- | ---- | ---------- | ----- | -------------- | ------------- |
| Campeão   | 1931 | Wimbledon  | Grama | Frank Shields  | w/o           |
| Vice      | 1935 | US Open    | Grama | Wilmer Allison | 2–6, 2–6, 3–6 |